# 심야병원
《심야병원》(深夜病院)은 2011년 10월 15일부터 2011년 12월 17일까지 MBC에서 토요일 밤 12시 20분에 방영된 텔레비전 드라마이다. 총 10부작의 옴니버스 형식 드라마로, 5명의 연출진과 5명의 작가진이 각각 2편씩 제작을 맡는 형식이다.

## 줄거리
눈앞에서 괴한에게 아내를 잃은 천재 외과의사 허준은 살인범을 잡기 위해서 전국의 격투기장을 떠돌아다닌다. 그런 그에게 폭력조직 동방파의 보스 구동만은 자신의 간이식 수술을 해줄 걸 요구한다. 그는 허준에게 자신의 병이 외부로 알려지지 않고 수술을 성공적으로 하면 허준의 아내가 죽는 모습이 담긴 녹화테이프의 원본을 주겠다는 조건을 내건다. 허준은 아내를 살해한 진범을 찾기 위해 그 조건을 받아들이고, 밤에만 영업을 한다는 조건으로 심야병원을 열게 된다.

## 등장 인물

### 주요 인물
- 윤태영 : 허준 역

심야병원 원장, 이식외과 전문의
아내가 눈앞에서 처참하게 살해당하고 범인으로 몰려 재판까지 받고 간신히 풀려났다. 진범을 찾기 위해 이종격투기계를 전전하다가 구동만의 제의를 받고 심야병원의 원장이 된다.
- 류현경 : 홍나경 역

심야병원 의사, 외과 3년차 전공의 중퇴
외과 전공의를 하던 중 사고를 치고 쫓겨났다. 외과의사로서의 소질과 좋은 성격을 가지고 있어 여기저기 기웃거리지만 사고친 의사로 소문나 일자리를 못 찾다가 격투기장에서 허준과 엮이며 심야병원에서 일하게 된다.
- 최정우 : 구동만 역

강남 유흥가 동방파의 보스
간부전 판정을 받고 다른 사람에게 알려지는 것을 막기 위해 허준에게 수술을 받으려 허준의 아내 죽음에 관련된 녹화파일을 가지고 허준과 거래를 한다.
- 김희원 : 최광국 역

동방파 넘버2
- 유연석 : 윤상호 역

깡패, 구동만의 보디가드
- 백원길 : 강무성 역

지구대 경찰
과거에 형사였으나 지금은 지구대에 근무하고 있다. 재판에서는 풀려난 허준을 여전히 의심의 눈초리로 감시한다. 형사로 복귀하기 위해 허준에게 협력하게 된다.
- 문천식 : 오진만 역

허준의 후배 의사
진범을 찾는 허준을 돕는다.
- 배슬기 : 이광미(권수진) 역

심야병원 간호사, 권대웅의 누나

### 그 외 인물
- 이종호 : 권대웅 역 - 상호의 친구
- 박정민 : 박재범 역 - 상호의 친구
- 전헌태 : 한중섭 역 - 의사
- 최효상 : 이종격투기 시합 운영위원 역
- 민병애 : 목욕탕 주인 역
- 강하늘 : 패싸움으로 다쳐서 들어온 환자 역 - 금은방털이범
- 권지훈
- 최권 : 심야병원에 침입한 남자 역
- 지성근 : 동방파 조직원 역
- 성웅 : 최광국의 부하 역
- 권영경 : 의사 역
- 차종호 : 3개월짜리 진단서를 달라 찾아온 남자 역
- 조문홍 : 3개월짜리 진단서를 달라 찾아온 남자 역
- 홍재성 : 지구대 경찰 역
- 정신영
- 손선근 : 의사 역
- 문경민 : '급성구획증후군' 환자 역
- 장준호 : 박 상무 역
- 김민채 : 은행원 역
- 정민성 : 간기증 하는 남자 역
- 우상전 : 편도선 농양 제거수술을 받아야 하는 환자 역
- 문영동 : 편도선 농양 제거 수술을 받아야 하는 환자의 아들 역
- 한동환 : 의사 역
- 홍석연 : 도박하는 남자 역
- 육미라 : 목욕탕 주인 역
- 손종학 : 강무성의 선배 형사 역
- 장마철 : 벌새 역
- 박재웅 : 뱀 먹고 감염된 '스파르가늄' 환자 역
- 김봉성 : 동방파 조직원 역
- 김문호 : 동방파 조직원 역
- 김진모 : 동방파 조직원 역
- 김종호 : 장기물품보관소 직원 역
- 김군영 : 역무원 역
- 정병호 : 은행 지점장 역
- 최홍일 : 장 변호사 역
- 김효서 : 미정 역 - 최광국의 애인
- 박건락
- 김봉수

### 특별출연
- 왕빛나 : 강재희 역 - 플로어 아티스트, 허준의 부인 (1회, 2회)
- 주원성 : 나경을 스카웃 한 의사 역 (1회)
- 김재만 : 지구대 경찰 역 (1회, 5회, 7회)
- 김해인 : 허준이 수술한 보람의 엄마 역 (1회)
- 백보람 : 나경의 친구 역 (1회)
- 김정민 : 허준이 수술한 보람의 이모 역 (1회)
- 오미희 : 손가락을 다친 환자 역 (2회)
- 김진근 : 기도에 토사물이 막힌 술취한 환자 역 - 색소폰 연주자 (2회)
- 임승대 : 나경의 선배 의사 역 (2회)
- 정혜선 : 고아원 원장 역 (7회)

## 시청률과 부제별 제작진
| 2011년 | 2011년    | 2011년 | 2011년 | 2011년 | 2011년         | 2011년         |
| 회차   | 방송일    | 부제   | 각본   | 연출   | TNmS 시청률    | AGB 시청률     |
| 회차   | 방송일    | 부제   | 각본   | 연출   | 대한민국(전국) | 대한민국(전국) |
| ------ | --------- | ------ | ------ | ------ | -------------- | -------------- |
| 제1회  | 10월 15일 | 출구   | 이현주 | 최은경 | 4.9%           | 5.9%           |
| 제2회  | 10월 22일 | 늪     | 이현주 | 최은경 | 4.4%           | 4.6%           |
| 제3회  | 10월 29일 | 상처   | 고정원 | 권성창 | 3.6%           | 4.6%           |
| 제4회  | 11월 5일  | 거짓말 | 고정원 | 권성창 | 3.1%           | 4.5%           |
| 제5회  | 11월 12일 | 약속   | 이지영 | 정지인 |                | 3.7%           |
| 제6회  | 11월 19일 | 비밀   | 이지영 | 정지인 |                | 4.5%           |
| 제7회  | 11월 26일 | -      | 원영옥 | 최준배 |                | 4.1%           |
| 제8회  | 12월 3일  | -      | 원영옥 | 최준배 |                | 4.3%           |
| 제9회  | 12월 10일 |        | 김헌경 | 이재진 |                | 4.4%           |
| 제10회 | 12월 17일 |        | 김헌경 | 이재진 | 3.9%           | 4.1%           |

## 용어 해설
- 켈로이드(Keloid) : 타고난 체질 때문에 상처가 난 후 흉터가 심하게 생겨서 없어지지 않음 (4회)
- 급성구획증후군(Acute Compartment Syndrome) : 외상 후에 근육이나 혈관 등이 포함된 구획의 압력이 높아져 생기는 통증및 합병증 (4회)
- 머피징후(Murphy’s sign) : 담낭염의 증상. 간의 가장자리를 누르면 통증으로 심호흡할 수 없음 (6회)
- 스파르가눔(Ssparganosis) : 스피로메트라 기생충의 애벌레. 뱀이나 개구리를 생식하면 감염 (6회)